# 란트크바르트-다보스 플라츠선
란트크바르트-다보스 플라츠 철도 노선은 스위스 그라우뷘덴주의 미터궤 철도 노선이다. 프레티가우 지역의 이름을 따서 프레티가우선(독일어: Prättigauerlinie)이라고도 한다. 이 철도 노선은 래티셰 철도에 의해 운영된다. 1890년부터 알파인 라인 계곡의 란트크바르트와 온천 마을 다보스를 연결한다.

## 역사
1888년에 네덜란드인 빌렘-얀 홀스보어(1834-1898)는 다보스에 있는 호텔 소유주로서 란트크바르트에서 다보스까지 철도 노선을 제안했는데, 철도가 마차보다 유명한 고지대 계곡으로 더 많은 방문객을 데려갈 것이라고 생각했다. 그는 표준궤 노선의 건설을 시작하기 위해 란트크바르트-다보스 AG를 설립했지만, 산악 지형에 건설하는 것은 비좁은 조건으로 인해 비용이 너무 많이 든다는 것을 알게 되었다. 결과적으로 1888년 6월 29일에 협궤 철도인 란트크바르트-다보스 즈말슈푸르 철도(Smalspurbahn)의 기공식이 거행되었다. 이 노선은 1889년에 클로스터스 마을까지 개통되었다. 1890년 7월 21일 다보스로 향하는 전체 노선이 개통되었다.
50km 노선은 일반적으로 란트크바르트역에서 클로스터스 플라츠역까지 1,191m의 란트크바르트강 계곡을 따라 이동한다. 이후 곡선 터널을 통해 두 차례의 말굽형 회전을 거쳐 다보스 볼프강까지 1,625m의 고지대 계곡인 다보스 플라츠까지 내려간다.
1895년 홀스보어는 네트워크 확장 계획을 반영하여 회사 이름을 란트크바르트- 다보스 즈말슈푸르 철도로 변경했다.

## 노선
란트크바르트역은 취리히 또는 장크트갈렌에서 출발하여 프레티가우, 다보스 또는 페라이나 터널로 여행하려는 여행자가 하부 엥가딘으로 향하는 스위스 연방 철도(SBB)의 표준궤인 쿠어-로르샤흐선에서 RhB의 미터궤 열차로 환승할 수 있는 주요 철도 교차점이다. RhB 열차를 통해 쿠어에서 란트크바르트-투지스 철도를 통해 클로스터스 및 다보스 또는 스쿠올-타라스프까지 운행한다.
현재 란트크바르트역에는 6개의 플랫폼이 사용 중이다. 플랫폼 2, 3 및 4는 SBB에서 제공하고 플랫폼 5, 6 및 8은 RhB에서 제공한다. 플랫폼 1과 7은 일반적으로 사용되지 않는다.
란트크바르트역을 떠난 후 철도는 처음에 북쪽으로 향하고 란트크바르트를 건너 동쪽으로 선회한다. 처음 15~20km는 매우 잘 발달되어 있으며, 최대 90km/h의 속도로 승인되었다. 이 노선은 란트크바르트 해안을 떠나 말란스역까지 운행하다가 다시 돌아와 클로스터스 플라츠까지 강 상류를 따라간다. 원래 말란스 인근 노선은 란트크바르트 옆에 운행할 예정이었으나, 말란스 시민들이 철도망 연결을 원했기 때문에 노선에 필요한 토지를 제공하여 말란스를 경유하여 약간 우회하게 되었다.
말란스와 제비스 임 프레티가우의 제비스-파르디슬라역(해발 593m ) 사이에는 1963년부터 클루스(Chlus)라는 좁은 계곡을 우회한 984m 길이의 클루스 터널을 통과했다. 국도 28번 도로에는 평행한 도로 터널이 있다.
그뤼시를 지나면 복선 구간을 따라 3선 쉬어스역에 도달한다. 2008년에는 역 뒤편에서 푸히젠빈켈 터널까지의 구간도 복선으로 업그레이드되었다. 이 노선은 쉬어스 마을의 쉬라우바흐와 란트크바르트를 가로지르는 두 개의 다리를 지나고, 그 후 란트크바르트의 남쪽을 지나간다.
이 노선은 터널의 동쪽 입구에서 시작하여 460m 길이의 사이딩으로 구성된 푸히젠빈켈 횡단 루프 전에 786m 길이의 또 다른 터널을 통과한다. 노선은 다음 주요 역인 퀴블리스 전에 란트크바르트를 다시 가로지른다.
퀴블리스에서 클로스터스까지의 구간은 최대 4.4%의 기울기로 선에서 두 번째로 가파른 구간이다. 제르노이스를 지나, 노선은 수상 경력에 빛나는 주니베르크 다리(2) 바로 북쪽을 통과한다. 이 다리는 고취나 터널에 들어가기 전에 란트크바르트 계곡을 가로지르는 클로스터스 우회 도로의 중심이다. 또한, 클로스터스플라츠를 지나 말굽 회전을 하는 다보스로 향하는 선의 지그재그 구간이 산 위로 보인다. 클로스터스 도르프를 통과한 후 노선은 클로스터스 플라츠 교외의 클로스터스 플라츠역(2011년까지는 클로스터스역)에 도달한다.
클로스터스의 주요 역인 클로스터스 플라츠는 3개의 지붕이 있는 플랫폼 1, 2, 3으로 구성되어 있다. 다른 하나는 선로를 통해 화물 운송을 제공한다. 역 남쪽에 있는 역 뒤에는 45° 굽은 곳에 비정상적으로 거대한 란트크바르트 다리 "IV"가 있다. 이 라인에서 란트크바르트의 네 번째이자 마지막 교차점을 나타낸다. 열악한 지역 조건으로 인해 반 목조 개구부가 있는 목재 트러스 교량으로 건설되었다. 이 교량은 건설한 리겐딩거 엔지니어링 회사에서 건설을 담당한 직원의 이름을 따서 마크 다리라고도 한다. 복선 마크 다리는 란트크바르트를 가로질러 두 개의 터널로 이어진다.
- 추크발트 터널은 왼쪽(동쪽)에 있으며, 1999년에 개통된 페라이나 터널과 연결된다. 이것은 북부 그리종과 하부 엥가딘을 연결하는 동시에 열린 노선의 중심을 형성한다.
- 오른쪽(서쪽)의 트랙은 402m 길이의 클로스터스 곡선 터널을 통해 다보스까지 계속 이어지며, 북서쪽으로 말굽 회전을 완료한다.

여기에서 기울기가 가장 가파른 4.5%로 변경된다. 고취나 터널 위로 올라간 후 노선은 334m 길이의 카바뒤를리 곡선 터널을 통해 반대 방향으로 또 다른 말굽 모양을 만들고 남동쪽으로 계속 올라간다. 하이킹의 인기 출발점인 카바뒤를리의 교차점은 이미 클로스터스 광장에서 160m 떨어져 있다.
그런 다음 이 노선은 낙엽송과 기타 침엽수의 울창한 숲을 지나 다보스 라렛역까지 이어진다. 라인의 가장 높은 지점은 1,625m의 다보스 볼프강 정류장이다. 그 다음 라인은 높은 계곡과 다보스 호수를 따라 다보스 도르프역까지 그리고 1,540m의 다보스 플라츠까지 내리막길로 이어진다. 역은 이 노선의 종점이며, 다보스 플라츠-필리주어 철도와 합류한다.
이 노선을 아로사 철도와 연결하기 위해 2008년에 시작된 의회 계획은 현재 부족한 재정 자원의 관점에서 그리종 정부의 우선 순위로 간주되지 않았다.